# Vittoria Colonna
Vittoria Colonna, markýza z Pescary (1492, Castello di Marino – 25. února 1547, Řím) byla italská renesanční básnířka.

## Život
Pocházela ze staré a mocné římské šlechtické rodiny Colonnů. Provdala se roku 1509 za vojevůdce Fernanda d'Ávalose, pátého markýze z Pescary, jemuž byla zasnoubena již jako dítě. Manželství zůstalo bezdětné. Když markýz roku 1525 zemřel na následky zranění z bitvy, Vittoria Colonna se již neprovdala a až do konce života se věnovala kulturní a náboženské činnosti. Stýkala se s významnými humanisty a umělci své doby; známé je především hluboké přátelství, které ji pojilo s Michelangelem.
Nejstarší dochovaná Vittoriina báseň pochází z roku 1512, jako umělkyně byla ovlivněna především Petrarkou. Podstatná část jejího básnického díla, asi 100 sonetů a canzon, je věnována památce jejího zemřelého manžela.
V roce 1535 se její švagrová, Giovanna d'Aragona, odloučila od Vittoriina bratra Ascania a odešla na Ischii. Pokusila se je usmířit, ale i když Giovanna odmítla, obě ženy se sblížily, podporovaly Juana de Valdés a pokusily se zasáhnout ve prospěch Ascania, když odmítl zaplatit daň ze soli papeži Pavlu III.